# We Are Puss
We Are Puss är ett musikalbum från 2001 av den svenska bitpopgruppen Puss. Skivan blev grammisnominerad 2002 i kategorin Klubb/Dans.

## Låtlista
1. We Are Puss
2. Välkommen hem
3. Statisk elektricitet
4. Högtryck
5. Små glada barn
6. Hemligheter
7. Hjälten kommer
8. En vän från Kina
9. Smygfoto
10. Universum Grand Prix
11. 3Step
12. Outro